# Женестон
 Женестон  (фр. Geneston) — коммуна на западе Франции, находится в регионе Пеи-де-ла-Луар, департамент Атлантическая Луара, округ Нант, кантон Сен-Фильбер-де-Гран-Льё. Расположена в 19 км к югу от Нанта, в 6 км от автомагистрали A83.
Население (2017) — 3 641 человек.

## История
Первое упоминание о Женестоне в источниках относится к V веку в связи со строительством здесь лепрозория.
В 1147 году шесть священнослужителей и два послушника, посланные епископом Нанта Бернаром I, прибывают в Женестон и основывают здесь приют Святой Марии Магдалины. Эта земля, управляемая монахами-августинцами, становится епископским владением. В 1163 году папская булла возвела приют в ранг аббатства. Аббат имел право вершить суд, проводить ярмарку и рынок.
С началом Великой Французской революции аббатство было закрыто, а его имущество реквизировано. В марте 1793 года жители Женестона присоединились к Вандейскому восстанию и вступили в армию Шаретта. В 1796 коммуна Женестон была объединена с соседней коммуной Монбер. На протяжении полутора веков Женестон неоднократно пытался отделиться, но все усилия оказались безрезультатны.
В 1832 году Женестон оказался в центре очередного роялистского восстания. Намереваясь добиться признания законных прав своего сына Генриха, будущего графа Шамбор, на французский престол, занимаемый с июля 1831 года Луи-Филиппом, Мария-Каролина, герцогиня Беррийская, приехала в Вандею 15 мая. 17 мая она останавливалась в Монбере, а 18 и 19 мая — в Женестоне. В период с 24 по 31 мая в окрестных коммунах вспыхнули ожесточенные бои, которые были подавлены правительственными войсками. Мари-Каролина бежала в Нант и была там арестована 8 ноября, после чего изгнана из Франции.
1 июля 1954 года наконец-то удалось достигнуть соглашения об отделении, и с 1 января 1955 года Женестон вновь становится самостоятельной коммуной.

## Достопримечательности
- Развалины аббатства Святой Марии Магдалины XII века
- Приходская церковь Святой Марии Магдалины конца XIX века

## Экономика
Структура занятости населения:
- сельское хозяйство — 0,0 %
- промышленность — 29,6 %
- строительство — 5,8 %
- торговля, транспорт и сфера услуг — 41,9 %
- государственные и муниципальные службы — 22,7 %

Уровень безработицы (2017 год) — 8,0 % (Франция в целом — 13,4 %, департамент Атлантическая Луара — 11,6 %). 

Среднегодовой доход на 1 человека, евро (2017 год) — 22 220 (Франция в целом — 21 110, департамент Атлантическая Луара — 21 910).

## Демография
Динамика численности населения, чел.

## Администрация
Пост мэра Женестона с 2014 года занимает Карин Павиза (Karine Paviza), член Совета департамента Атлантическая Луара от кантона Сен-Фильбер-де-Гран-Льё. На муниципальных выборах 2020 года возглавляемый ею правый блок победил в 1-м туре, получив 69,06 % голосов.
| Период | Период | Фамилия       | Партия        | Примечания                          |
| ------ | ------ | ------------- | ------------- | ----------------------------------- |
| 1973   | 1989   | Леон Жомуйе   |               | фермер                              |
| 1989   | 2008   | Мишель Гарнье | Разные левые  | мастер                              |
| 2008   | 2014   | Жерар Гуро    | Разные правые | пенсионер                           |
| 2014   |        | Карин Павиза  | Разные правые | бухгалтер, член Совета департамента |

## Города-побратимы
- Ковело, Испания
- Фенис, Италия